# Валя-Джоджешть
Валя-Джоджешть, Валя-Джоджешті (рум. Valea Giogești) — село у повіті Алба в Румунії. Входить до складу комуни Могош.
Село розташоване на відстані 302 км на північний захід від Бухареста, 34 км на північний захід від Алба-Юлії, 57 км на південний захід від Клуж-Напоки.

## Населення
За даними перепису населення 2002 року у селі проживала 41 особа, усі — румуни. Усі жителі села рідною мовою назвали румунську.